# Diecezja Zipaquirá
Diecezja Zipaquirá (łac. Dioecesis Zipaquirensis, hisz. Diócesis de Zipaquirá) – rzymskokatolicka diecezja ze stolicą w Zipaquirá, w Kolumbii. Jest sufraganią archidiecezji Bogota.
W 2023 na terenie diecezji pracowało 93 zakonników i 310 sióstr zakonnych.

## Historia
1 września 1951 papież Pius XII bullą Ne nimia dioecesium erygował diecezję Zipaquirá. Dotychczas wierni z tych terenów należeli do archidiecezji bogotańskiej.

## Biskupi Zipaquirá
- Tulio Botero Salazar CM (1952–1957) następnie mianowany arcybiskupem Medellín
- Buenaventura Jáuregui Prieto (1957–1974)
- Rubén Buitrago Trujillo OAR (1974–1991)
- Jorge Enrique Jiménez Carvajal CIM (1992–2004) w latach 1995–1999 sekretarz generalny oraz w latach 1999–2003 przewodniczący Rady Biskupów Ameryki Łacińskiej; następnie mianowany koadiutorem arcybiskupa Cartagena de Indias
- Héctor Cubillos Peña (2004 – nadal)

Mapa diecezji

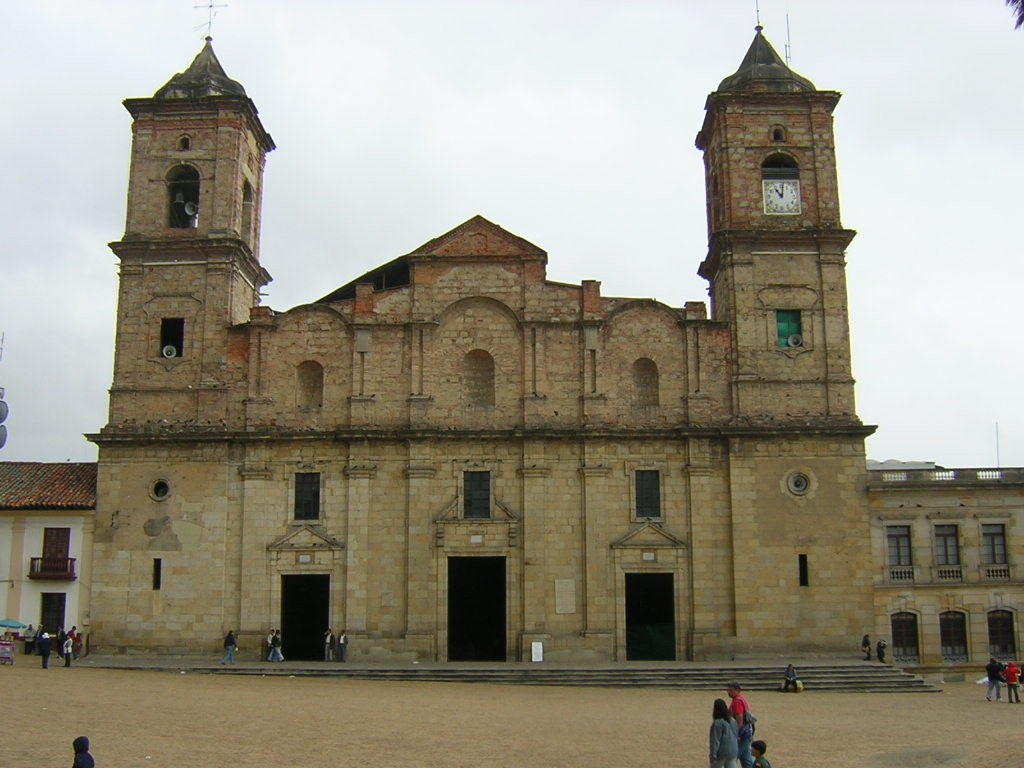
Katedra Trójcy Świętej w Zipaquirá